# Боро Коробар
Борис (Боро) Ангелов Коробар (Корабаров) (на македонска литературна норма: Борис Коробар) е югославски комунистически партизанин и политически функционер в СФР Югославия.

## Биография
Боро Коробар е роден на 11 май 1912 година в град Велес, тогава в Османската империя. Баща му Ангел Корабаров е български революционер, а брат му Перо Коробар, както и братовчед му Перо Д. Коробар, са югославски партизански функционери. Включва се в социалистическото движение в Кралска Югославия и между 1935 и 1941 година участва в работническите протести и демонстрации във Велес. През 1940 година става член на Югославската комунистическа партия, а през 1941 година секретар на Македонския комитет на ЮКП. През 1942 година участва във формирането на Велешко-прилепския народоосвободителен партизански отряд „Димитър Влахов“. През май 1943 година е арестуван и осъден на 15 години затвор заради дейността си.
След промените от края на 1944 година е освободен и през януари 1945 година е сред преките извършители на кланетата срещу изявени българи във Велес и околията, които са част от събитията останали известни като Кървавата Коледа. През 1946 година е назначен за съдебен заседател от Велешката околия на Върховния федерален съд на Македония. След това е секретар на комитета на Комунистическа партия на Македония за Велес, член на контролната комисия за стопанството на Македония, директор на проектантското бюро на Македония и директор на ТП „Лафома“. Автор е на статии за партизанското движение във Вардарска Македония.
Умира на 23 октомври 1989 година в Скопие. Носител е на „Партизански възпоменателен медал 1941“.